# Obleganje Lingena (1597)
Obleganje Lingena je obleganje mesta Lingen med osemdesetletno vojno s strani nizozemske vojske, ki jo je vodil Mavricij Nassauski, kasnejši knez Oranski. Friderik VI. Berški je branil mesto za španskega kralja Filipa II. Po več kot dvotedenskem obleganju se je Berški 12. novembra 1597 predal. Obleganje je bilo del Mavricijevega pohoda leta 1597, Mavricijeve uspešne ofenzive proti Špancem.

## Uvod v obleganje
Mavricij je leta 1597 že dosegel številne uspehe. Poleti je začel kampanjo po vzhodni Nizozemski. Med drugim je osvojil močno utrjeni mesti Oldenzaal in Grol. S tem je skoraj zaprl vrt. Le Lingen v današnji Nemčiji je bil še vedno v rokah španske Nizozemske. Konec oktobra 1597 je Mavricij s svojo vojsko vkorakal v Lingen.

## Obleganje in posledice
Da bi prišel v Lingen, je moral Mavricij med drugim prečkati reko Ems. Njegova vojska v pohodu do Lingena je s seboj tovorila tudi lahko topništvo. Težko topništvo so v Lingen pripeljali z ladjo preko Vatskega morja in čez Ems. To je povzročilo večdnevno zamudo. Ko je prispelo težko topništvo, so začeli mesto, vključno z gradom, močno obstreljevati. Zelo so se morali potruditi, da so prišli do mestnega jarka in ga zasuli, da so mesto lahko oblegali. Ko je bilo to čez nekaj časa dokončano, je Mavricij mesto zasedel. Ker je kardinal nadvojvoda Albert grofu Frideriku VI. Berškemu ukazal, naj prizanese mestu in sebi, je 12. novembra mesto predal.
Mavricij je svojo kampanjo leta 1597 zaključil z osvojitvijo Lingena. To je bilo tudi eno njegovih zadnjih osvajanj v njegovem uspešnem obdobju, pozneje imenovanem desetletje. Španci so zapustili Twente, kot je bilo pričakovano, in vojaška dejavnost se je za leto končala. Mavricij je zavzel devet močno utrjenih mest in pet gradov, odprl plovbo po Renu in okrepil celotno vzhodno oporišče republike.
Ambrosio Spinola je osem let pozneje ponovno zavzel Lingen v svoji kampanji leta 1605.